# Matti Lehtelä
Matti Lehtelä, född 28 maj 1906 i Riihimäki, död 13 april 1971 i Helsingfors, var en finländsk skådespelare.

## Filmografi (urval)
- 1935 – Kaikki rakastavat
- 1936 – Kampen om Heikkilä gård
- 1951 – Kvinnan bakom allt
- 1951 – Radion gör inbrott
- 1955 – Omena putoaa
- 1965 – Här börjar äventyret
- 1968 – Ruusujen aika